# Florence Austral

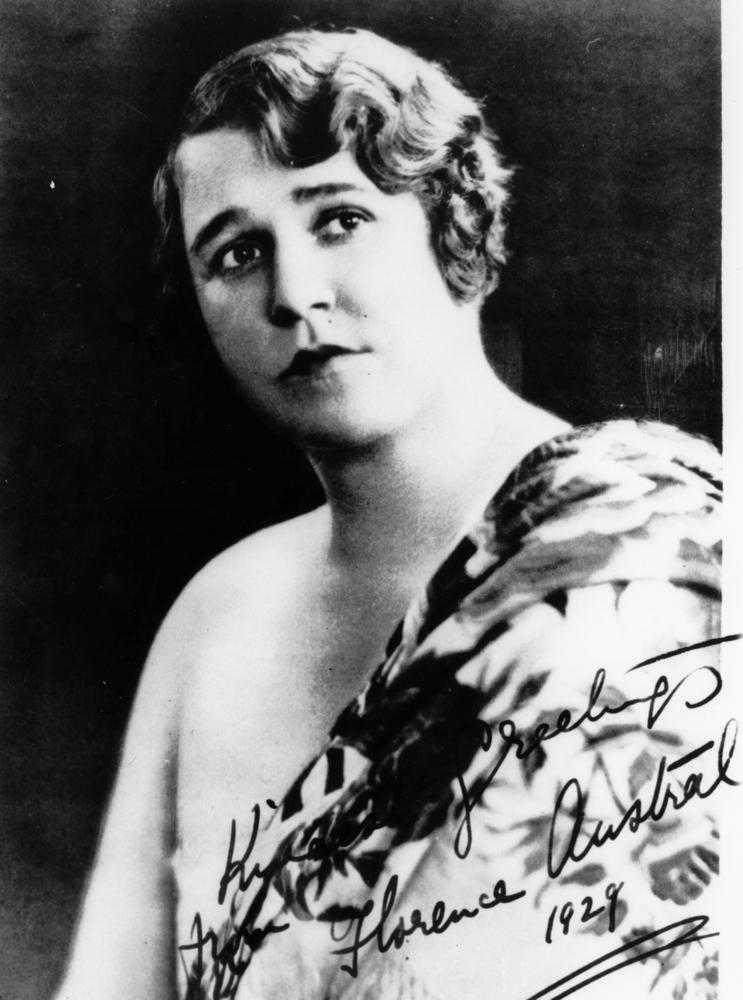
Florence Austral (1929)

Florence Austral (eigentlich Florence Wilson, * 26. April 1892 in Richmond (heute Stadtteil von Melbourne); † 15. Mai 1968 in Newcastle) war eine australische Sängerin der Stimmlage Sopran.

## Leben und Werk
Florence Austral studierte am Konservatorium in Melbourne und an der School of Opera in London. 1918 setzte sie ihre Studien in New York fort.
Florence Austral debütierte 1922 als Brünnhilde in Covent Garden. Sie trat auf Gastspielreisen in Europa (1930 in Berlin), in Nordamerika, Afrika und in Australien in Rollen von Wagner- und Verdi-Opern hoch erfolgreich auf.
Florence Austral zog sich zu Beginn der 1940er Jahre von der Bühne zurück und lebte nach dem Zweiten Weltkrieg wieder in Australien, wo sie bis 1959 am Konservatorium in Newcastle unterrichtete.
Florence Austral litt seit 1930 an einer Multiple-Sklerose-Erkrankung und starb am 15. Mai 1968 an diesem Leiden.